# شهرستان کالارسکی
شهرستان کالارسکی (به لاتین: Kalarsky District) یک شهرستان در روسیه است که در سرزمین زابایکالسکی واقع شده‌است.